# 마르코 (1975년)
마르코(Marco, 본명: 이진우, 1975년 7월 18일 ~ )는 대한민국의 뉴에이지 피아니스트, 작곡가, 오케스트레이터, 연주음악가이다.
1994년 이수용1집의 작곡가로 데뷔하였다. 이후 태사자1집 작곡가겸 프로듀서, 미스터2 3집의 작곡가겸 프로듀서 가수로 참여하였다. 2000년대부터는 드라마음악, 영화음악 분야에서 주로 활동하였으며 2007년 marco 1집 "Journey To Heaven" 을 통해 뉴에이지 피아니스트로 데뷔한다. 현재에도 다수의 드라마음악, 영화음악, CF 등에 참여하고 있다.

## 프로필
1994년
- 이수용 1집 작곡

1997년
- SBS 기획특집 다큐멘타리 「장애인의 날 특집」 작곡.편곡
- SBS 애니메이션 「들장미 소녀 린」 주제곡 편곡

1998년
- 태사자 1집 /프로듀서/ 작사.작곡.편곡
- MR.2 3집 /프로듀서/ 작곡,편곡

1999년
- 차니미니 1집 작사.작곡.편곡

2000년
- 얀 1집 작곡.편곡

2001년
- 영화 「7인의 새벽」 작곡,편곡/ OST

2002년
- 영화 「마고」 작곡,편곡/ OST

2003년
- 박강성 Live Concert String 편곡

2004년
- KBS 미니시리즈 「백설공주」 작곡,편곡/ OST
- KBS 수목드라마 「두 번째 프러포즈」 작곡.편곡/ OST
- 성가 「사랑의 씨튼 수녀회」 2집 전곡 편곡

2005년
- KBS HD 특집드라마 「해신」 작곡.편곡/ OST
- KBS 드라마시티 「여우야 여우야」 작곡.편곡
- KBS 드라마시티 「주택개보수 작업일지」 작곡.편곡
- SBS 월화드라마 「불량주부」 작곡.편곡
- Tooniverse 「고스트 바둑왕」 마무리 노래 편곡
- Tooniverse 「드래곤볼 Z」 마무리 노래 편곡
- SBS 광복60년 대기획 「패션 70's」 작곡.편곡/ OST
- MR.2 Digital Single 「하얀겨울 2005」 편곡
- 영화 「무영검」 편곡/ OST
- 얀 5집 편곡
- EBS 역사드라마 「Jump」 주제곡 작곡.편곡
- KBS 일일드라마 「별난여자 별난남자」 삽입곡 편곡/ OST
- CF 「인디언 모드」
- CF 「대한생명」

2006년
- KBS 대하드라마 「서울 1945」 작곡.편곡/ OST
- CF 「외환은행」
- CF 「하나생명」
- 김경호 8집 편곡
- Game 「Lexa On Line」 음악감독/ 작곡.편곡
- 임형주 Digital Single 「풍운애가」 편곡
- SBS 금요드라마 「나도야 간다」 작곡.편곡/ OST
- SBS 드라마 스페셜 「돌아와요 순애씨」 작곡.편곡/ OST
- CF 「현대그룹」
- 컨필레이션 앨범 「동화」 편곡

2007년
- 단편영화 「아름다운 편의점」 음악감독/ 작곡.편곡
- Marco 1집 /프로듀서/ 작곡,편곡
- KBS 대하드라마 「대조영」 작곡.편곡/ OST
- KBS 드라마시티 「이중장부 살인사건」 작곡.편곡
- SBS 대기획 드라마 「로비스트」 작곡.편곡/ OST
- MBC 특별기획 드라마 「겨울새」 음악감독/ 작곡.편곡/ OST

2008년
- CF 「세종대왕 캠페인」
- 정세훈 2집 (Neo Classic) /프로듀서/ 작곡.편곡
- KBS 미니시리즈 「최강칠우」 작곡.편곡/ OST
- 팝페라 가수 「정세훈」 콘서트 음악감독 (후쿠오카, 아크로스홀)
- 영화 「외톨이」 음악감독/ 작곡.편곡/ OST
- 팝페라 가수 「정세훈」 콘서트 음악감독 (파리, 마들렌느 성당)
- CF 「현대건설 “힐스테이트”」

2009년
- SBS 대하사극 「자명고」 작곡.편곡/ OST
- 주병선 8집 편곡
- CF 「현대그룹」
- CF 「현대자동차 “제네시스”」
- 팝페라 가수 「정세훈」 콘서트 음악감독 (나루 아트센터)

2010년
- KBS 특별기획 드라마 「추노」 작곡.편곡/ OST
- SBS 드라마 스페셜 「산부인과」 작곡.편곡/ OST
- Tooniverse 「원피스 7」 주제곡 편곡
- KBS 6.25전쟁 60주년 특별기획 드라마 「전우」 작곡.편곡/ OST
- KBS 주말드라마 「결혼해주세요」 작곡.편곡/ OST
- Tooniverse 「사랑은 콩다콩」 주제곡 편곡
- 영화 「어쿠스틱(Acoustic)」 음악감독/ 작곡.편곡/ OST
- Tooniverse 「나루토」 마무리 노래 편곡
- 팝페라 가수 「정세훈」 콘서트 음악감독 (장천 아트홀)
- CF 「이니스프리」
- KBS 특별기획 드라마 「프레지던트」 작곡.편곡/ OST

2011년
- 다큐멘타리 영화 「굿바이 평양」 음악감독/ 작곡.편곡
- Tooniverse 「개구리 중사 케로로」 마무리 노래 편곡
- KBS 월화드라마 「동안미녀」 삽입곡 편곡/ OST
- KBS 네트워크 특선 「명인」 타이틀 음악 작곡.편곡
- CF 「삼성 “평창 동계올림픽 유치”」
- KBS 월화드라마 「스파이 명월」
- CF 「제일제당 “백설”」
- CF 「삼성생명」
- CF 「시린메드」
- 채널A 「그여자 그남자」 타이틀 음악 편곡

2012년
- CF 「참 저축은행」
- KBS 월화드라마 「사랑비」 피아노 연주
- MBC 수목미니시리즈 「보고싶다」 작곡.편곡/ OST

2013년
- SBS 월화드라마 「야왕」 작곡.편곡
- 박예은 Digital Single 「그놈의 사랑」 프로듀서/ 편곡
- 현진우 「쿵짝인생」 편곡
- CF 「옥시크린」
- KBS 월화드라마 「상어」 작곡.편곡
- tvN 월화드라마 「빠스껫 볼」 작곡.편곡/ OST